# South Darenth
South Darenth – wieś w Anglii, w hrabstwie Kent, w dystrykcie Sevenoaks. Leży nad rzeką Darent, 25 km na północny zachód od miasta Maidstone i 29 km na południowy wschód od centrum Londynu.